# 健全機鬥士
《健全機鬥士》（日语：健全ロボ ダイミダラー）是由名嘉真亞咲（笔名：なかま亜咲）所繪製的青年向機器人題材漫畫，於2008年12月至2012年10月在Enterbrain发行的双月刊《Fellows!》上进行连载，后发行了四卷单行本。续作《健全机斗士OGS》于2013年10月开始连载。2014年4月5日起在AT-X等日本電視台播放由第一部漫画改编的电视动画。

## 故事大綱
地球正遭受企鵝帝國率領的先進機器人大軍骚扰，人類對企鵝帝國的侵略感到束手無策。某天，由人類組成的反抗軍「美容室王子」，其中一位女性成員楚南恭子偶然發現了一位極端好色且滿腦子淫念的高中生真玉橋孝一，孝一身上散發着藉由對女性做出各種非禮行為而生成的，能成为作大型机器人Daimidaler（東立譯：戴米達拉）動力的「Hi-ERo粒子」。為了讓孝一發揮機器人的戰力，楚南恭子不得不被孝一上下其手來激發對抗企鵝帝國的強大能量……

## 人物介紹

### 美容室王子
真玉橋孝一（聲：島崎信長）
故事主角。滿腦子只想著要對女性上下其手，並藉這種非禮行為意外散發出了能夠驅動機器人Daimidaler的「Hi-ERo」粒子，成为美容室王子的第四位「Factor」。16岁→17岁。
對他而言，無盡的色慾就等於無窮的戰力……
楚南恭子（聲：日笠陽子）
反抗企鵝帝國的秘密組織「美容室王子」其中一員，也擔任與孝一共同坐上機器人出擊的副駕駛。23岁→24岁。
由於父親是企鵝帝國的受害者，而憎恨企鹅，加入美容室王子。但因為孝一要藉由對她做出非禮舉動才能發揮啟動機器人的能量，因此也不得不將自己的身體當作孝一的洩慾工具……
喜友名霧子（聲：石上靜香）
第二主角。跟孝一一樣是稀有的「Hi-ERo」粒子持有者，美容室王子的第一位「Factor」，在动画开头驾驶Daimidaler 2型被南极8号击败。
一年后从又吉手上得到了可召唤Daimidaler 6型的遥控器，后與天久將馬並肩作戰。15岁→16岁（动画版17岁→18岁）。
角色名来自《装甲骑兵》的主角。
天久將馬（聲：花江夏樹）
对喜友名雾子一见钟情的同班同学。体质特殊，能够吸收「Hi-ERo」粒子。16岁（动画版18岁）。
動畫第10話因身體自行散出「Hi-ERo」粒子而突變成企鵝。
動畫第12話被企鵝亨利注入「Hi-ERo」粒子而恢復人形。
学力拔群，将来有望进入MIT深造。
又吉一雄（聲：子安武人）
美容室王子組織的戰術教官。武艺和手技同样高超。32岁。
三博士
动画原创角色。又吉手下的技術人員。角色名来自《魔神Z》系列中光子力研究所的三博士。
友寄勁子（聲：大橋彩香）
负责机斗士的开发工作，技术团队的核心。喜欢保龄球。
真境名鈍子（聲：木戶衣吹）
负责机斗士的维护保养。喜欢保龄球。在动画中负责解说。
吳屋急子（聲：田所梓）
负责机斗士的运作，喜欢保龄球。在动画中负责讲黃色笑話。
当间穗积
美容室王子的第二位「Factor」。
角色名来自《装甲骑兵》动画中主角的配音者。
動畫版僅於第7話提到名字。
南风原良辅
漫画续作《健全机斗士OGS》的主角，美容室王子的第三位「Factor」，27岁。
角色名来自《装甲骑兵》动画的导演。
動畫版僅於第7話提到名字。

### 企鵝帝國
企鵝皇帝（聲：堀秀行）
企鵝帝國的皇帝，95歲，生性好色，但不是萝莉控，来到地球的目的是得到所有的「Hi-ERo」粒子。
企鹅突击队员
企鵝帝國士兵，总员约2000名，有所謂的「前尾」，乍看之下酷似男性生殖器……
麥可（聲：村田太志）
企鹅突击队员之一。活泼开朗的Good Penguin，常与丹尼斯组队。
丹尼斯（聲：淺沼晉太郎）
企鹅突击队员之一。沉着冷静的Cool Penguin，常与迈克组队。
傑克（聲：伊藤健太郎）
企鹅突击队员之一。自信满满的武斗派Future Penguin，被称为“灼热的杰克”，能用前尾发出各种必杀技。
吉姆（聲：保村真）
企鹅突击队员之一。已达彻悟境地的Lovely Penguin，自称“在下”，说话带有武士口调。
尼爾森（聲：福島潤）
企鹅突击队员之一。高调的自来熟Miracle Penguin。
亨利（聲：中村悠一）
企鹅突击队员之一。积极帅气的Romantic Penguin。接受莉兹的「Hi-ERo」粒子后化身为人类的剧情为动画原创。
约瑟夫（聲：竹内良太）
企鹅突击队员之一。有着帝国第一的前尾，被称为绝伦绅士。
企鹅帝国最强五人众
《火星機器人大決戰！》中登场的企鹅帝国精锐，由对应的企鹅品种改造而成的人造人。动画版中借由传送装置来到地球。
马可罗尼（聲：加隈亞衣）
洪堡（聲：巽悠衣子）
阿德利（聲：山口太郎）
里肯姿·西貝里（東立版）／莉康茲·西伯里（搜狐版）（Rikantz Seaberry）　聲：洲崎綾
第三主角。愛企鵝成痴的美国金发少女，因此加入了企鵝帝國，並受企鵝皇帝賞識當作侵略軍的前鋒，爱称里姿（莉茲），自称为“朕”。13岁→14岁。
有着超常的身体能力和驾驶技术，在漫画版中并未明说她是「Hi-ERo」粒子的持有者，动画版则将其加入「Factor」行列。
在动画版中被设定为战争孤儿，幼年时曾与刚来到地球的企鹅帝王共同生活过。

### 日本政府
司令官（声：小山力也）
动画原创角色。日本陆上自卫队军官，指挥Daimidaler量产型部队。
文部科学省大臣（声：飯田友子）
动画原创角色。身着丧服，带有外国口音的金发美女。
首相（声：相马康一）
动画原创角色。在国会议事堂下令陆自攻击美容室王子和企鹅机器人。

### 其他
嘉數智惠子（聲：高梁碧）
孝一和将马的的班主任。对自己的晋升前途看得很重。
仲里铁哉
将马的同级同学。因为喜欢雾子而把将马视为情敌。动画版没有登场。
被雾子拒绝之后与嘉数老师保持着暧昧的关系。
旁白（声：小山力也）

## 登場機械

### 美容室王子机体
Daimidaler 2型，孝一
美容室王子組織開發的機器人，由孝一、恭子駕駛。
量產Daimidaler 2型
以上述者為藍本開發出的量產型機種，但作戰實力較差。
量產Daimidaler 3型
藉由改進上述者的量產版本，主要裝備於日本自衛隊。漫画第二作中由南风原良辅驾驶。
Daimidaler 6型，霧子
動畫第8話提到，編號為ATP-R06
美容室王子为对抗莉兹而新開發的機器人，出力高达800兆瓦，由霧子、將馬駕駛。
Daimidaler 超火力發電系統搭載型，孝一
簡稱超型。
从异世界归来的Daimidaler 2型，头部搭载了超火力发电系统，「Hi-ERo」粒子可全部用于武器，威力最為強大，由孝一、恭子驾驶。

### 企鵝帝國机体
企鵝帝國所生產的機器人，可從遠端藉由企鵝士兵以腦波控制其行動。南极1~7号是《火星機器人大決戰！》中登场的机体。
南極8號
最早出現的企鵝帝國量產機器人。
南極8號莉茲專用機
由莉茲所駕駛的特別改裝版，由于增加了无谓的重量，性能反而下降。
动画版中加装了「Hi-ERo」粒子发电机，在变为人形的时候可以使用。
南極8號莉茲專用機2型
上述者的加強版本，可以进化为超南极系列。
南極9號
搭載人工智慧的企鵝帝國機器人，集體作戰。
南極10號
企鵝帝國的先進機器人之一，在动画版中由亨利驾驶。
南極11號
企鵝帝國的先進機器人，没有驾驶舱，通过声音遥控。必杀技为旋转式的“南极Blaster”。
超南極洪堡改良型
从异世界传送而来的超级機器人，由于地球上企鹅线不足而无法启动，必须使用8号的「Hi-ERo」粒子发电机。因为是类人型，所以可以使用必杀技“烈风企鹅拳”。

### 日本政府机体
量产Daimidaler 3型
大量生产的无人机，由等离子体驱动，沒有「Hi-ERo」粒子的自卫队员也可以操纵。
大健全
量產Daimidaler 3型軍團以WX系統進行合體
由无数量产3型组合而成的巨型机器人，装甲极厚，并带有自我修复机能。

## 用語解說
- 「Hi-ERo」粒子
将人类的感情转化为能量的特殊粒子，保存方法不明，是机器人Daimidaler的动力源。持有此粒子的人被称为「Factor」，激发粒子时持有者的身体能力会得到大幅强化。
- 美容室王子
地上是美容沙龙，地下是军事基地，名称来自原作者自家的理发店。Daimidaler在此经由以江户四十八手冠名的秘密通道弹射到地面上，但出口经常被当地建筑堵塞。
- 企鹅帝国
两年前出现的神秘组织，拥有高超的科学技术，给人类制造麻烦的目的是得到「Hi-ERo」粒子。
- 企鹅装置
企鹅帝国开发的物质传送机，企鹅帝王由于开发中的事故而被传送到地球，在数年之后才重新组织起新的企鹅帝国。生物在被传送时，会随机失去一样东西。
- 企鹅线
企鹅帝国的机体——南极系列的动力源。

## 出版書籍
健全機鬥士
| 冊數 | Enterbrain／角川出版集團 | Enterbrain／角川出版集團 | 東立出版社     | 東立出版社             |
| 冊數 | 初版發售日期             | ISBN                     | 初版發售日期   | ISBN                   |
| ---- | ------------------------ | ------------------------ | -------------- | ---------------------- |
| 1    | 2009年11月16日           | ISBN 978-4-04-726146-4   | 2010年8月16日  | ISBN 978-986-10-5718-7 |
| 2    | 2010年12月15日           | ISBN 978-4-04-726969-9   | 2011年11月15日 | ISBN 978-986-10-7053-7 |
| 3    | 2012年1月14日            | ISBN 978-4-04-727724-3   | 2013年3月4日   | ISBN 978-986-10-9403-8 |
| 4    | 2012年11月15日           | ISBN 978-4-04-728497-5   | 2014年5月30日  | ISBN 978-986-324-614-5 |

健全機鬥士 OGS
| 冊數 | KADOKAWA      | KADOKAWA               |
| 冊數 | 初版發售日期  | ISBN                   |
| ---- | ------------- | ---------------------- |
| 1    | 2014年4月14日 | ISBN 978-4-04-729578-0 |

## 電視動畫
动画版在原作的基础上进行了大幅的改编，增加了许多原创要素，并将原作者的另一部漫画《火星機器人大決戰！》（日语：火星ロボ大決戦!）里的机体与人物融合进来，因此得到了寺田贵信的好评与推荐。

### 製作人員
- 原作：名嘉真亞咲（「健全機鬥士」/ KADOKAWA enterbrain刊）
- 監督：柳澤哲也
- 系列構成：吉岡孝夫
- 人物設計、總作畫監督：後藤潤二
- 機械設定：山田高裕
- 道具設定：宮豊
- 機械、動作監修：田中良
- 系列企鵝監修：糸島雅彥
- 機械動作動畫師：大橋藍人
- 色彩設計：津守裕子
- 美術監督：池田繁美
- 攝影監督：井上江美
- 編輯：肥田文
- 音響監督：明田川仁
- 音樂：中西亮輔
- 音樂製作：Lantis
- 監製：田中翔、菊島憲文、臼井久人、土橋哲也、岩下由希惠（第1話－第4話）→吉江輝成（第5話－）、畠山拓郎
- 製作製片人：河井敬介
- 企劃製作：GENCO
- 動畫製作：TNK
- 製作：企鵝帝國（KADOKAWA、showgate、AT-X、Lantis、GENCO）

### 主題曲
片頭曲
作詞：milktub，作曲：遠藤正明，編曲：宮崎京一，主唱：遠藤會（遠藤正明、bamboo、山本健司、鷲崎健）
片尾曲「Suki Suki//Links」（第1話－第5話、第7話－第11話）
作詞：畑亞貴，作曲、編曲：佐佐倉有吾，主唱：友寄勁子（大橋彩香）、真境名鈍子（木戶衣吹）、吳屋急子（田所梓）
插曲（第9話）
作詞：畑亞貴，作曲：遠藤直彌，編曲：Big Boom，主唱：里肯姿·西貝里（洲崎綾）

### 各集列表
| 話數     | 日文標題 | 中文標題                     | 劇本       | 分鏡              | 演出     | 作畫監督           | 機械作畫監督        |
| -------- | -------- | ---------------------------- | ---------- | ----------------- | -------- | ------------------ | ------------------- |
| 第一話   |          | 揉吧！Daimidaler出擊！       | 吉岡孝夫   | 柳澤哲也          | 南康宏   | 後藤潤二           | -                   |
| 第二話   |          | 危機！被奪走的太陽           | 植竹須美男 | 大畑晃一          | 玉田博   | 門智昭、藤原潤     | 伊藤浩二            |
| 第三話   |          | 威脅！灼熱的傑克現身！       |            | 小寺勝之          | 橋口洋介 | 佐久間信一、齋藤佑 | -                   |
| 第四話   |          | Six的挑戰                    | 植竹須美男 | 柳澤哲也          | 吉田俊司 | 神田岳、石動仁     | -                   |
| 第五話   |          | 亂舞！恐怖的企鵝傳單！       | 吉岡孝夫   | 越智一裕          | 南康宏   | 芳賀亮、池津壽惠   | 西山伸吾、齋藤和也  |
| 第六話   |          | 登場！將馬與霧子             |            | 小寺勝之          | 長濱彥   | 山崎展義           | -                   |
| 第七話   |          | 萬歲！南極11號登場           | 植竹須美男 | 平野俊貴          | 吉田俊司 | 神田岳、石動仁     | -                   |
| 第八話   |          | 便利！電動牙刷               |            |                   | 日下直義 | 山形孝二           | -                   |
| 第九話   |          | 警報！緊閉的大門             | 吉岡孝夫   | 西澤晉            | 橋口洋介 | 佐久間信一、齋藤佑 | -                   |
| 第十話   |          | 發動！約瑟夫的象徵           | 植竹須美男 |                   | 南康宏   | 中島美子、曾我篤史 | 伊藤浩二            |
| 第十一話 |          | 驚慌！帝王的性騷擾           | 吉岡孝夫   | 長濱彥            | 長濱彥   | 山崎展義、楢澤雄二 | 田中良              |
| 第十二話 |          | 決戰！健全機器人對Daimidaler | 吉岡孝夫   | 越智一裕 柳澤哲也 | 吉田俊司 | 後藤潤二           | 山田高裕 小林麻留子 |

- 各集标题的格式是日本20世纪70年代机器人动画常见的副标题形式。

### 播放電視台
| 播放地區 | 播放電視台     | 播放日期              | 播放時間（UTC+9）         | 所屬聯播網 | 備註                               |
| -------- | -------------- | --------------------- | ------------------------- | ---------- | ---------------------------------- |
| 日本全國 | AT-X           | 2014年4月5日－6月21日 | 星期六 18時30分－19時00分 | 衛星電視   | 製作委員會參加 限制收看年齡 有重播 |
| 千葉縣   | 千葉電視台     | 2014年4月6日－6月22日 | 星期日 25時30分－26時00分 | 獨立UHF局  |                                    |
| 埼玉縣   | 埼玉電視台     | 2014年4月6日－6月22日 | 星期日 25時30分－26時00分 | 獨立UHF局  |                                    |
| 神奈川縣 | 神奈川電視台   | 2014年4月6日－6月22日 | 星期日 25時30分－26時00分 | 獨立UHF局  |                                    |
| 栃木縣   | 栃木電視台     | 2014年4月6日－6月22日 | 星期日 25時45分－26時15分 | 獨立UHF局  |                                    |
| 群馬縣   | 群馬電視台     | 2014年4月7日－        | 星期一 25時30分－26時00分 | 獨立UHF局  |                                    |
| 日本全國 | BS11           | 2014年4月7日－        | 星期一 27時30分－28時00分 | 衛星電視   | 『ANIME+』節目                     |
| 日本全國 | NICONICO直播   | 2014年4月8日－        | 星期二 24時00分－24時30分 | 網路電視   |                                    |
| 日本全國 | NICONICO頻道   | 2014年4月8日－        | 星期二 24時30分 更新      | 網路電視   |                                    |
| 兵庫縣   | SUN電視台      | 2014年4月10日－       | 星期四 26時00分－26時30分 | 獨立UHF局  |                                    |
| 日本全國 | BANDAI CHANNEL | 2014年4月16日－       | 星期三 12時00分 更新      | 網路電視   |                                    |
| 日本全國 | d Anime Store  | 2014年4月23日－       | 星期三 12時00分 更新      | 網路電視   |                                    |

### 映像特典
Blu-ray&DVD各卷收錄的迷你OVA。
| 話數              | 日文標題 | 劇本       | 分鏡     | 演出     | 作畫監督 |
| ----------------- | -------- | ---------- | -------- | -------- | -------- |
| 健全迷你OVA Vol.1 |          | 植竹須美男 | 越智一裕 | 橋口洋介 | 門智昭   |
| 健全迷你OVA Vol.2 |          | 植竹須美男 | 越智一裕 | 橋口洋介 | 青野厚司 |
| 健全迷你OVA Vol.3 |          | 植竹須美男 | 小寺勝之 | 久保太郎 | 南伸一郎 |
| 健全迷你OVA Vol.4 |          | 植竹須美男 | 小寺勝之 | 橋口洋介 | 青野厚司 |
| 健全迷你OVA Vol.5 |          | 植竹須美男 | 小寺勝之 | 久保太郎 | 青野厚司 |
| 健全迷你OVA Vol.6 |          | 植竹須美男 | 小寺勝之 | 久保太郎 | 青野厚司 |

## 外部連結
- 電視動畫「健全機鬥士」官網 （页面存档备份，存于）（日語）
- 電視動畫 AT-X電視台「健全機鬥士」介紹 （页面存档备份，存于）（日語）
- 電視動畫 BS11電視台「健全機鬥士」介紹（日語）
- 電視動畫 栃木電視台「健全機鬥士」介紹 （页面存档备份，存于）（日語）
- 電視動畫「健全機鬥士」NICONICO網路直播專題 （页面存档备份，存于）（日語）
- 電視動畫「健全機鬥士」GyaO!網路直播專題（日語）
- 電視動畫「健全機鬥士」b-ch萬代頻道網路付費直播專題 （页面存档备份，存于）（日語）
- 電視動畫「健全機鬥士」公式的X（前Twitter）（日語）